# Beer van Balkum
De Beer van Balkum is een beeld van een beer in de Nederlandse plaats Berlicum. Het beeld is geplaatst in 2001 en was een schenking van de firma 'Klok Druten' aan de gemeente Sint-Michielsgestel. Kunstenaar Cor van Oosterhoud heeft het kunstwerk gemaakt. De Beer van Balkum is gehouwen uit Combe Brune, een lichte getinte, Franse steensoort.
De Beer van Balkum heeft tevens een rol bij het carnavalsfeest in Berlicum. Zo werd op 8 februari 2002 werd het beeld door de toenmalige Prins Carnaval in een blauwe boerenkiel gestoken. Blauw is de carnavalskleur van Berlicum. De Berlicumse carnavalsstichting heet dan ook Dun Blaouwun Beer, Berlicums voor: De blauwe beer.
De Beer van Balkum verwijst naar de vlag en het wapen van Berlicum, die ook een beer bevatten. Balkum is de lokale benaming voor Berlicum.